# کرامایل
کرامایل (به فرانسوی: Cramaille) یک کمون (فرانسه) در فرانسه است که در ان (ا-دو-فرانس) واقع شده‌است. کرامایل ۸٫۱۲ کیلومتر مربع مساحت دارد ۱۵۳ متر بالاتر از سطح دریا واقع شده‌است.